# Cheyenne Cinnamon and the Fantabulous Unicorn of Sugar Town Candy Fudge
Cheyenne Cinnamon and the Fantabulous Unicorn of Sugar Town Candy Fudge, abbreviato Cheyenne Cinnamon, è un episodio pilota televisivo animato statunitense del 2009, creato da Dave Willis e Matt Harrigan.
Prodotto da Williams Street e animato dalla Radical Axis, l'episodio, intitolato semplicemente Pilot, è stato reso disponibile dapprima all'interno del cofanetto Adult Swim in a Box il 27 ottobre 2009. In seguito è stato pubblicato su Adultswim.com come parte del contest Big, Über, Network, Sampling il 15 febbraio 2010. L'episodio è stato trasmesso ufficialmente su Adult Swim il 29 marzo 2010.
Nonostante abbia vinto il contest, Cheyenne Cinnamon non è stato preso in considerazione dal network per una serie completa.

## Trama
Emily, una dodicenne incinta, si è innamorata del suo allenatore di softball, che è anche il padre del bambino che porta in grembo. I suoi genitori non approvano la relazione tra lei e l'allenatore ed Emily scappa via di casa. Cheyenne Cinnamon, una popstar adolescente che cavalca un unicorno volante, vede la sofferenza di Emily e cerca di aiutarla. Dopo aver portato Emily a Sugar Town Candy Fudge e aver fatto una breve deviazione per Cocaine-O, il vulcano sputa cocaina, Cheyenne dà a Emily qualche consiglio inutile prima di rimandarla sulla sua strada. Alcuni anni dopo si scopre che Emily, ora madre di 5 o 6 bambini, vive con un uomo irascibile. Con il suo unicorno volante, Cheyenne cerca di portare Emily ad una festa ad Hollywood. Durante il volo, le due ragazze sono inseguite da un gruppo di paparazzi e mentre cercando di andare più veloci si schiantano a terra. L'incidente lascia Emily inconscia. Gummi, l'agente di Cheyenne, chiama la polizia, non per denunciare l'incidente, ma per denunciare il furto di un unicorno che faranno credere sia ad opera di Emily.

## Personaggi e doppiatori
- Cheyenne Cinnamon, doppiata da Neko Case e da Sofia Toufa (parti cantate).
Protagonista dell'episodio pilota, è una popstar adolescente che mira a risolvere i problemi del mondo con la sua musica. Nonostante cerchi di apparire buona e amichevole, si scoprirà essere una narcisista ignorante che fa uso di cocaina. Le sue canzoni supportano la morale e la democrazia. Solitamente va in giro con il suo unicorno obeso volante Ulisse.

- Emily, doppiata da Kristen Schaal.
Una giovane ragazza incinta che è scappata di casa a causa della disapprovazione dei suoi genitori riguardo alla sua relazione con l'allenatore di softball.
- Gummi, doppiato da MC Chris.
Agente di Cheyenne, è un grande orsetto gommoso parlante.
- Big Chocolate Bunny, doppiato da MF Doom.
Un coniglio di cioccolato parlante che lavora alla consolle come disc jockey delle canzoni di Cheyenne.
- Gingerbread Bouncer, doppiato da T-Pain.
Un piccolo dolce di pan di zenzero che lavora come buttafuori.

## Produzione
L'episodio pilota di Cheyenne Cinnamon è stato reso disponibile per la prima volta negli Stati Uniti il 27 ottobre 2009 all'interno del cofanetto Adult Swim in a Box. Il 15 febbraio 2010 è stato pubblicato su Adultswim.com come parte del contest online Big, Über, Network, Sampling organizzato con Burger King attraverso la loro campagna messagistica Have It Your Way. Il sondaggio ha dato ai fan la possibilità di scegliere il loro episodio pilota preferito nel tentativo di unire alla programmazione quello più premiato, che sarebbe andato in onda il 22 marzo dello stesso anno. Sebbene il contest sia stato vinto da Cheyenne Cinnamon, con l'episodio pilota trasmesso ufficialmente su Adult Swim il 29 marzo 2010, Soul Quest Overdrive è stato l'unico pilota ad essere rinnovato per una prima stagione. Cheyenne Cinnamon è stato visto da 744.00 spettatori nella fascia 18-49 anni.
La cantautrice Neko Case interpreta il ruolo di Cheyenne Cinnamon, tuttavia non fornisce le parti cantate. Secondo Dave Willis: "il suo personaggio usa la sincronizzazione labiale, quindi ha una voce decisamente diversa rispetto a quella usata in tutte le canzoni". Nella serie animata Squidbillies si fanno vari riferimenti a Cheyenne Cinnamon, inclusi brevi spezzoni prelevati direttamente dall'episodio.
Willis rivelò successivamente su Twitter che l'episodio pilota non fu scelto per una serie completa.

## Distribuzione

### Edizioni home video
L'episodio è stato pubblicato all'interno del cofanetto Adult Swim in a Box il 27 ottobre 2009. Il 9 maggio 2010 è stato pubblicato su iTunes.